# Jörg Kalt
Jörg Kalt (Suresnes (Frankrijk), 11 januari 1967 – 1 juli 2007) was een grotendeels in Oostenrijk levende en werkende journalist, filmregisseur en scriptschrijver. Zijn bekendste film was Crash Test Dummies uit 2005.

## Levensloop
Kalt groeide op in Zürich en München. Hij studeerde aan de universiteit van Zürich Engelse literatuur en recht. In 1991 begon hij aan de studie regie aan de Academie voor Muzikale Kunsten in Praag. Hierop volgde in 1994 een studie aan de Universiteit van Wenen van Michael Haneke.
Tijdens zijn studie werkte Kalt dagelijks als journalist en columnist voor onder ander het Zwitserse tijdschrift du. Hij werkte onder andere mee aan de scripts van Mirjam Unger, Antonin Svoboda en Barbara Albert.
Met zijn films werd Kalt vaak als opmerkelijk beschreven. Hij won diverse nationale en internationale prijzen en zijn films werden op festivals als het Filmfestival van Berlijn vertoond.
Kalt overleed op 1 juli 2007 door zelfmoord. Hij werd 40 jaar. Op dat moment was hij nog bezig met twee projecten.

## Filmografie
In zijn filmcarrière werkte Jörg Kalt mee aan een aantal films:
- 1996: Telekolleg Pataphysik
- 1997: Meine Mutter war ein Metzger
- 2000: Living in a box
- 2000: Lesen Macht Tot
- 2002: Richtung Zukunft durch die Nacht
- 2005: Crash Test Dummies